# Ben Polak
Benjamin Sally (Ben) Polak (Nijmegen, 12 september 1913 – Amsterdam, 24 juli 1993) was een Nederlands medicus, politicus en hoogleraar huisartsgeneeskunde van Joodse afkomst.

## Familie
Zijn vader was Mozes Samson Polak, zijn moeder Goldina van der Hove, en hij had zeven broers en zussen. Zijn vader was oppervoorzanger in de synagoge en godsdienstleraar, eerst in Winschoten, later in Nijmegen.
Ben Polak was driemaal gehuwd; in 1940 met Petronella Everdina 'Pim' Eldering (1909-1989), in 1946 met Aletta 'Letty' Bronsing en in 1950 opnieuw met Pim Eldering.

## Opleiding en beroep
- Stedelijk Gymnasium Nijmegen, van 1925 tot 1926
- Gymnasium-b, Openbare middelbare school te 's-Gravenhage, van 1926 tot 1932
- Student geneeskunde, Rijksuniversiteit Leiden, van oktober 1932 tot 1 mei 1939
- Artsexamen, Gemeentelijke Universiteit te Amsterdam, tot 9 juli 1941
- Huisarts te Amsterdam, van 1949 tot 1978
- Wetenschappelijk hoofdmedewerker huisartsgeneeskunde aan de Universiteit van Amsterdam, van 1965 tot 1970
- Hoogleraar huisartsgeneeskunde, Universiteit van Amsterdam, van 1 januari 1977 tot 1 augustus 1984

## Studietijd
Tijdens zijn studie was hij reeds openlijk communist, en liet hij daarom visitekaartjes drukken met naar communistische gewoonte destijds zijn naam in kleine letters "ben polak".
Dit was voor zijn Leidse medestudenten aanleiding om het kaartje op zijn laboratoriumkastje steeds weer te beschrijven met "Ik", waardoor er "Ik ben polak" stond.

## Politieke functies
Polak was lid van de CPN, van 1932 tot 1953. Hij werd in 1953 geroyeerd, nadat hij verklaard had het onwaarschijnlijk te achten dat Joodse artsen, zoals beweerd werd in de Sovjet-Unie, de moordenaars van Jozef Stalin waren. Later werd hij weer als lid toegelaten. In de periode 1956-1960 was hij lid van de Eerste Kamer. In 1946 werd hij in Amsterdam na Leen Seegers de tweede communistische wethouder van Nederland. Zijn wethouderschap was maar van korte duur, in 1948 werd hij afgezet na de communistische omwenteling in Praag. Ben Polak was lid van de Provinciale Staten van Noord-Holland van juni 1946 tot 1953.

## Nevenfuncties
- Directeur Instituut voor Huisartsgeneeskunde te Amsterdam, vanaf 1969 (mede-oprichter)
- Lector huisartsgeneeskunde, Universiteit van Amsterdam, van 1 januari 1970 tot 1 januari 1977
- lid redactie "De Vrije Katheder"
- voorzitter College voor Huisartsgeneeskunde
- lid Gezondheidsraad
- lid bestuur Vereniging tegen de Kwakzalverij (waarnemend voorzitter 1981–1983)[1]
- lid redactie Nederlands Tijdschrift voor Geneeskunde, van 1974 tot 1976
- lid hoofdbestuur Koninklijke Nederlandsche Maatschappij tot bevordering der Geneeskunst (KNMG) van 1976 tot 1982
- voorzitter Medisch Comité Nederland-Vietnam, van 1978 tot 1988
- lid en voorzitter curatorium weekblad "Vrij Nederland", van 1979 tot 1989
- voorzitter Stichting Dienstverlening Verzetsdeelnemers, vanaf 1981
- voorzitter Stichting Onderzoek Psychische Oorlogsgevolgen, vanaf 1984
- voorzitter Projectgroep Behandeling Oorlogs- en Geweldsslachtoffers
- voorzitter Stichting Comité Joods verzet 1940-1945, vanaf 1986
- voorzitter Stichting Cluster Onderzoek en Onderwijs Revalidatiegeneeskunde in Noord-Holland, vanaf 1989
- lid NZSO (Nederlandsche Zionistische Studenten Organisatie)

## Verzet
Tijdens de Tweede Wereldoorlog was Ben Polak actief in het verzet en ondergedoken. Hij zat vanaf 1943 in de strafgevangenis te Amsterdam, maar wist later te ontkomen via het dakraam.

## Onderscheidingen
- Ridder in de Orde van de Nederlandse Leeuw
- Orde Vriend van het Volk van Vietnam, 1988

## Trivia
De Ben Polakbrug (brug 258) over de Nieuwe Prinsengracht in Amsterdam is naar hem genoemd.

## Publicatie
- Instituut voor huisartsgeneeskunde: wording en groei (oratie, 1977)

## Bron
- Site van Europees Parlement

1. ↑  van Lier, Bas (2011). Van Bruinsma tot Renckens. De geschiedenis van de Vereniging tegen de Kwakzalverij in 16 voorzittersportretten. Vereniging tegen de Kwakzalverij, Amsterdam, 80–81.

- Biografisch Portaal: 77938077
- International Standard Name Identifier: 0000 0003 9220 888X
- Nederlandse Thesaurus van Auteursnamen: 072681004
- Parlement.com: vg09ll4sfkwq
- Virtual International Authority File: 94122440
- WorldCat: E39PBJxRvPchjmTt7Hmh4cvfv3